# نمر زنجبار
النمر الزنجباري  (بالإنجليزية: Zanzibar Leopard)‏ (الاسم العلمي: Panthera pardus adersi). هو حيوان من الثدييات لاحم يتبع عائلة السنوريات (القططيات)، وهي إحدى جمهرات النمور، وتستوطن جزيرة أنغوجا، التابعة لأرخبيل جُزر زنجبار، والتي تنتمي إلى تنزانيا. أدى تزايد الصراع بين الناس والفهالنمورود في القرن العشرين إلى شيطنة نمر زنجبار ومحاولات حازمة لإبادته. تأجلت الجهود المبذولة لتطوير برنامج الحفاظ على النمر في منتصف التسعينيات عندما خلص باحثو الحياة البرية إلى أن هناك احتمالية ضئيلة لبقاءه على المدى الطويل. في عام 2018، سجل نمر بواسطة مصيدة كاميرا، مما أدى إلى تجديد الآمال في بقاءه، على الرغم من أن بعض الخبراء لا يزالون متشككين.

## الخواص الأحيائية والسلوك
لم يتم دراسة النمر الزنجباري عِلمياً في البرية، وترجع آخر مُشاهدة عِلمية لهذا الحيوان إلى بداية الثمانينات من القرن العشرين. ويُرجح أغلب علماء الحيوان أن هذا النمر أصبح مُنقرضاً أو على وشك الانقراض.
وتؤكد سجلات الحكومة الزنجبارية إلى أن الصيادين كانوا يقتلون النمور الزنجبارية في مُنتصف التسعينات من القرن الماضي ؛ وما زال السُكان المحليين يُؤكدون رؤية النمر الزنجباري، كما يذكرون أنه ما زال يتغذى على ماشيتهم.
وتوجد في متاحف العالم خمسة جُلود فقط للنمر الزنجباري، ومنها العينة النموذج الموجودة في متحف لندن للتاريخ الطبيعي، وعينة أخرى مُحنطة باهتة اللون في متحف زنجبار.

## وضعه في البرية والتهديدات
وُضع النمر الزنجباري في قائمة الحيوانات الموجودة على حافة الانقراض، وهناك تقارير عِلمية ترجح انقراضه فعلاً. وقد قلت أعداده في البرية بشدة في القرن العشرين، بسبب المُلاحقة والصيد من قِبل السُكان المحليين.

## الحماية من الانقراض
كانت هناك جهود عِلمية من أجل إنشاء برنامج خاص لِحماية النمر الزنجباري من الانقراض في منتصف التسعينات من القرن العشرين، ولكن العُلماء وجدوا أملاً ضعيفاً لِحماية هذا الحيوان على المدى البعيد.

## وصلات خارجية
- النمر الزنجباري (بانثرا باردوس أدرسي، بوكوك 1932).
- حيوانات زنجبار.